# Xorides nasensis
Xorides nasensis är en stekelart som beskrevs av Tohru Uchida 1956. Xorides nasensis ingår i släktet Xorides och familjen brokparasitsteklar. Inga underarter finns listade i Catalogue of Life.